# 千里亭芝石
千里亭芝石（せんりてい しじゃく、? - 嘉永元年3月20日（1848年4月23日））は江戸時代後期の俳人。尾張狂俳の中興の祖とされる。苗字は西川、通称は官次（郎）。別号は福田庵、帯月庵。名は吉陣とされるが、龍潭寺に文化元年（1804年）5月26日銘の西川官次郎吉陣墓があり、疑いを有する。

## 生涯
尾張国海東郡福田新田（愛知県名古屋市中川区）出身。先祖は近江国蒲生郡西川村（滋賀県竜王町）出身で、戦国時代信濃国伊那郡大河原城代（長野県大鹿村）、後に美濃国、尾張国野田村（名古屋市中川区）、下之一色村（中川区）に移り、尾張西川氏四代目が東福田に移住、芝石は六代目という。
文政元年（1818年）、井上士朗七回忌追善集『あとのともし』に入集しており、30歳頃までには士朗門に入っている。文政後期には中国地方を旅し、広島多賀庵一派や尾道風絮等と交流を持った。また、この頃名古屋長島町二丁目（中区丸の内二丁目）に移住した。
士朗の没後、後継者大鶴庵竹有、平井大巣に従ったが、次第に興味が狂俳へと移り、天保6年（1835年）、書肆菱屋久八郎と組んで狂俳選集『太箸集』を世に出し、人気を得た。
嘉永元年（1848年）3月20日没、墓所は野田村龍潭寺。法号は学圃院帯月自耕居士。弟子に松浦羽州、大木静処、服部李曠等。

## 撰集
- 天保6年（1835年）『狂俳冠句太箸集』全5編、『続太箸集』全3編
- 天保7年（1836年）『狂俳海陸集』
- 弘化2年（1845年）『ひふとせ集』